# 杜慶元
杜慶元，字雲帆，貴州省安順府人，清政治人物、進士出身。
光緒六年（1880年）庚辰科進士，二甲六十五名，同年五月，改翰林院庶吉士。后散館改主事，官至廣西思恩府知府、桂林府知府。